# 의미역 결정
의미역 결정(영어: Semantic role labeling)이란 문장 성분의 의미역을 결정하는 것을 말한다. 문장의 각 성분이 다른 구조로 배열된다 하더라도 같은 의미역을 가질 수 있고, 혹은 같은 구조로 배열된 구문이 다른 의미역을 지닐 수 있다는 데서 착안한다.
컴퓨터 과학에서는 자연 언어 처리 분야에 많이 쓰인다. 특히, 기계 번역이나 질의 자동화의 결과를 자연어와 유사하게 후처리할 때 많이 쓰인다. PropBank, FramNet 등은 다양한 언어 말뭉치에 의미역 주석이 달린 자료를 제공한다.

## 같이 보기
- 말뭉치 주석